# Tora (Egito)
Tora (em árabe: طرة‎; romaniz.: Tora) foi a principal pedreira de calcário no Antigo Egito. O sítio, conhecido pelos egípcios como Troju ou Roju, está localizado a meio caminho entre o atual Cairo e Heluã, próximo da moderna cidade de Tora, na província do Cairo. Também foi um importante sítio pré-dinástico.

## Sítio
Tora era um dos sítios pertencentes ao horizonte da Cultura de Maadi-Buto (3800–3200 a.C.) e serviu como cemitério. Quando os cemitérios de Heliópolis e Uádi Digla foram abandonados, foi reocupado por Nacada II (3500–3200 a.C.). Deserto era um pequeno assentamento, mas apenas seu cemitério sobreviveu. Foi escavado por Hermann Junker (temporada de 1909-1910), Flinders Petrie (1912) e Werner Kaiser (1964). Nas escavações foram encontrados artefatos que ajudaram a sincronizar datas pré-dinásticas do Baixo e Alto Egito, bem como os sereques de alguns reis locais: Ni-Hor, Hedju-Hor e Falcão Duplo. Kaiser também identificou um cemitério da I dinastia da Época Tinita (3100–2686 a.C.).
Seu calcário era o mais fino e branco de todas as pedreiras egípcias e era usado como revestimento dos túmulos mais ricos, pisos e tetos de mastabas de adobe. Foi usado no Reino Antigo (2686–2160 a.C.) e era a fonte do calcário usado à "Pirâmide Romboidal", a Grande Pirâmide de Quéops, sarcófagos de nobres, pirâmides do Reino Médio (2055–1650 a.C.)  e certos templos do Reino Novo (1550–1069 a.C.) construídos por pelo menos Amósis I, que podem ter usado o calcário de Tura para começar o templo de Ptá em Mênfis e o Harém Sul de Amom em Tebas.
As cavernas utilizadas pelos egípcios para escavar calcário foram adaptadas pelas forças britânicas na II Guerra Mundial para armazenar munições, bombas de aviões e outros explosivos. Esses túneis foram pesquisados em 1941 e, na pedreira 35, os operários encontraram muitos livros soltos dos livros de Orígenes e Dídimo, o Cego, dois padres da Igreja de Alexandria. Os trabalhadores que os encontraram os roubaram e, embora alguns tenham sido apreendidos pelas autoridades, a maioria ainda está desaparecida e, de tempos em tempos, aparecem no mercado de antiguidades. Acredita-se que alguns dos livros originais poderiam ter até 480 páginas.